# 全国高等学校野球選手権徳島大会
全国高等学校野球選手権徳島大会（ぜんこくこうとうがっこうやきゅうせんしゅけんとくしまたいかい）は、徳島県で開催されている全国高等学校野球選手権の地方大会。

## 沿革
- 1915年（第1回） - 四国大会に参加。
- 1948年（第30回） - 四国大会が廃止され徳島・高知両県による南四国大会に参加。
- 1979年（第61回） - 南四国大会が廃止され徳島県単独で優勝校1校が選手権大会へ出場できるようになる。
- 1997年（第79回） - 新設校の徳島北が初出場し、参加校が史上最多の36校となる。
- 2011年（第93回） - 統合により廃校となる鳴門第一、鳴門工業はこの大会が最後の出場となる。
- 2018年（第100回） - 統合により廃校となる阿南工業、新野はこの大会が最後の出場となる。
- 2020年（第102回） - 新型コロナウイルス感染症流行により本大会と全ての地方大会が中止となった事に伴う徳島県独自の代替大会として「徳島県高等学校優勝野球大会」が7月12日から8月5日まで参加30チームで開催された。

## 使用球場

### 現在
- 徳島県鳴門総合運動公園野球場（オロナミンC球場）
- 徳島県営蔵本球場（むつみスタジアム）

### 過去
- 徳島県立西の丸運動場[2][3]

## 大会結果

### 1県1代表以前
徳島大会で上位に入った高校は高知大会上位校と南四国代表の座を争う南四国大会への出場権を得ていた。ただし、第40回大会以降の5大会ごとの記念大会では1県1代表となり、徳島大会優勝校が選手権大会への出場権を得ていた。
| 大会                 | 校数 | 1位             | 決勝戦 | 2位    | 備考                    |
| -------------------- | ---- | --------------- | ------ | ------ | ----------------------- |
| 第30回大会（1948年） | 12   | 徳島商          | 4 - 1  | 鳴門   | 上位2校が南四国大会出場 |
| 第31回大会（1949年） | 11   | 鳴門            | 2 - 1  | 城東   | 〃                      |
| 第32回大会（1950年） | 14   | 鳴門 城北       | なし   |        | 〃                      |
| 第33回大会（1951年） | 15   | 城北            | 5 - 0  | 鳴門   | 〃                      |
| 第34回大会（1952年） |      | 鳴門            | 2 - 0  | 城北   | 〃                      |
| 第35回大会（1953年） |      | 徳島商          | 6 - 0  | 海南   | 〃                      |
| 第36回大会（1954年） |      | 徳島商          | 2 - 0  | 鳴門   | 〃                      |
| 第37回大会（1955年） |      | 鳴門            | 2 - 1  | 徳島商 | 〃                      |
| 第38回大会（1956年） |      | 徳島商          | 2 - 0  | 鳴門   | 〃                      |
| 第39回大会（1957年） |      | 撫養            | 3 - 2  | 池田   | 〃                      |
| 第40回大会（1958年） |      | 徳島商          | 5 - 0  | 撫養   | 徳島商が全国大会出場    |
| 第41回大会（1959年） |      | 鳴門            | 2 - 0  | 徳島工 | 上位1校が南四国大会出場 |
| 第42回大会（1960年） |      | 徳島商 池田     | なし   |        | 上位2校が南四国大会出場 |
| 第43回大会（1961年） |      | 徳島商 海南     | なし   |        | 〃                      |
| 第44回大会（1962年） |      | 徳島商 池田     | なし   |        | 〃                      |
| 第45回大会（1963年） |      | 徳島商          | 3 - 0  | 海南   | 徳島商が全国大会出場    |
| 第46回大会（1964年） |      | 徳島商 海南     | なし   |        | 上位2校が南四国大会出場 |
| 第47回大会（1965年） |      | 徳島商 海南     | なし   |        | 〃                      |
| 第48回大会（1966年） |      | 鳴門 小松島西   | なし   |        | 〃                      |
| 第49回大会（1967年） |      | 小松島西 徳島工 | なし   |        | 〃                      |
| 第50回大会（1968年） |      | 鴨島商          | 6 - 5  | 撫養   | 鴨島商が全国大会出場    |
| 第51回大会（1969年） |      | 鳴門 鴨島商     | なし   |        | 上位2校が南四国大会出場 |
| 第52回大会（1970年） |      | 池田 鳴門       | なし   |        | 〃                      |
| 第53回大会（1971年） |      | 池田 徳島商     | なし   |        | 〃                      |
| 第54回大会（1972年） |      | 海南 鳴門工     | なし   |        | 〃                      |
| 第55回大会（1973年） |      | 鳴門工          | 11 - 1 | 徳島商 | 鳴門工が全国大会出場    |
| 第56回大会（1974年） |      | 鳴門 阿南工     | なし   |        | 上位2校が南四国大会出場 |
| 第57回大会（1975年） |      | 鳴門 海南       | なし   |        | 〃                      |
| 第58回大会（1976年） |      | 徳島商 鳴門工   | なし   |        | 〃                      |
| 第59回大会（1977年） |      | 鳴門 鳴門工     | なし   |        | 〃                      |
| 第60回大会（1978年） |      | 徳島商          | 13 - 4 | 鳴門   | 徳島商が全国大会出場    |

### 1県1代表後
| 大会                  | 校数 | 優勝校   | 決勝スコア | 準優勝校 | 備考       |
| --------------------- | ---- | -------- | ---------- | -------- | ---------- |
| 第61回大会（1979年）  |      | 池田     | 7 - 3      | 鴨島商   |            |
| 第62回大会（1980年）  |      | 鳴門     | 3 - 2      | 池田     |            |
| 第63回大会（1981年）  |      | 徳島商   | 6 - 0      | 鳴門商   |            |
| 第64回大会（1982年）  |      | 池田     | 6 - 3      | 徳島商   |            |
| 第65回大会（1983年）  |      | 池田     | 4 - 1      | 徳島商   |            |
| 第66回大会（1984年）  |      | 徳島商   | 7 - 5      | 池田     |            |
| 第67回大会（1985年）  |      | 徳島商   | 8 - 2      | 鳴門工   |            |
| 第68回大会（1986年）  |      | 池田     | 4 - 1      | 鳴門     |            |
| 第69回大会（1987年）  |      | 池田     | 11 - 9     | 徳島商   | 延長11回   |
| 第70回大会（1988年）  |      | 池田     | 2 - 0      | 鳴門工   |            |
| 第71回大会（1989年）  |      | 小松島西 | 6 - 1      | 川島     |            |
| 第72回大会（1990年）  | 33   | 徳島商   | 11 - 3     | 池田     |            |
| 第73回大会（1991年）  | 33   | 池田     | 5 - 3      | 鳴門工   |            |
| 第74回大会（1992年）  | 33   | 池田     | 2 - 1      | 板野     |            |
| 第75回大会（1993年）  | 33   | 徳島商   | 16 - 6     | 鳴門     |            |
| 第76回大会（1994年）  | 34   | 小松島西 | 5 - 4      | 新野     |            |
| 第77回大会（1995年）  | 34   | 鳴門     | 16 - 1     | 生光学園 |            |
| 第78回大会（1996年）  | 35   | 新野     | 7 - 5      | 鴨島商   |            |
| 第79回大会（1997年）  | 36   | 徳島商   | 6 - 0      | 鳴門工   |            |
| 第80回大会（1998年）  | 36   | 徳島商   | 9 - 2      | 鳴門     |            |
| 第81回大会（1999年）  | 36   | 徳島商   | 2 - 0      | 鳴門工   |            |
| 第82回大会（2000年）  | 36   | 徳島商   | 5 - 2      | 小松島   |            |
| 第83回大会（2001年）  | 35   | 鳴門工   | 3 - 0      | 小松島   |            |
| 第84回大会（2002年）  | 36   | 鳴門工   | 4x - 3     | 鳴門第一 | 延長15回   |
| 第85回大会（2003年）  | 36   | 小松島   | 7 - 4      | 徳島商   |            |
| 第86回大会（2004年）  | 35   | 鳴門第一 | 5x - 4     | 徳島北   | 延長10回   |
| 第87回大会（2005年）  | 35   | 鳴門工   | 5 - 2      | 徳島商   |            |
| 第88回大会（2006年）  | 34   | 徳島商   | 9 - 3      | 徳島北   |            |
| 第89回大会（2007年）  | 34   | 徳島商   | 8 - 1      | 城南     |            |
| 第90回大会（2008年）  | 34   | 鳴門工   | 3 - 0      | 徳島商   |            |
| 第91回大会（2009年）  | 33   | 徳島北   | 2x - 1     | 鳴門第一 | 延長11回   |
| 第92回大会（2010年）  | 32   | 鳴門     | 7 - 6      | 小松島   |            |
| 第93回大会（2011年）  | 32   | 徳島商   | 3x - 2     | 生光学園 | 延長13回   |
| 第94回大会（2012年）  | 31   | 鳴門     | 6 - 3      | 鳴門渦潮 |            |
| 第95回大会（2013年）  | 31   | 鳴門     | 9 - 4      | 川島     |            |
| 第96回大会（2014年）  | 31   | 鳴門     | 6 - 5      | 鳴門渦潮 |            |
| 第97回大会（2015年）  | 31   | 鳴門     | 4 - 0      | 城南     |            |
| 第98回大会（2016年）  | 31   | 鳴門     | 2 - 1      | 鳴門渦潮 |            |
| 第99回大会（2017年）  | 31   | 鳴門渦潮 | 6 - 0      | 板野     |            |
| 第100回大会（2018年） | 31   | 鳴門     | 4 - 2      | 生光学園 |            |
| 第101回大会（2019年） | 30   | 鳴門     | 8 - 1      | 富岡西   |            |
| 独自大会（2020年）    | 30   | 鳴門     | 7 - 6      | 徳島商   |            |
| 第103回大会（2021年） | 29   | 阿南光   | 3x - 2     | 生光学園 |            |
| 第104回大会（2022年） | 29   | 鳴門     | 6 - 1      | 鳴門渦潮 |            |
| 第105回大会（2023年） | 29   | 徳島商   | 4 - 1      | 鳴門     |            |
| 第106回大会（2024年） | 28   | 鳴門渦潮 | 6x - 5     | 阿南光   | 延長10回TB |
| 第107回大会（2025年） | 28   | 鳴門     | 4 - 0      | 鳴門渦潮 |            |

- 校数は複数校で構成される連合チームを1校とする

## 放送体制
- 四国放送（ラジオ：準々決勝から、2024年までテレビでも決勝戦を中継）
- NHK徳島放送局（テレビ、ラジオ：準決勝から、2024年までテレビは決勝のみ）
- 徳島県CATVネットワーク機構（ケーブルテレビ徳島を中心に県内のケーブルテレビ共同制作で、開会式と1回戦から準々決勝までを放送、準決勝・決勝戦を当日の夜に録画放送）
- バーチャル高校野球ではケーブルテレビ制作の中継を1回戦から決勝まで配信する（2021年から）。